# Cyclaspis micans
Cyclaspis micans är en kräftdjursart som beskrevs av Daniel Roccatagliata 1985. Cyclaspis micans ingår i släktet Cyclaspis och familjen Bodotriidae. Inga underarter finns listade i Catalogue of Life.